# Tösh-Bulak (provincia de Chuy)
Tösh-Bulak ( en kirguís: Төш-Булак ) es una pequeña aldea ublicada en el distrito de Sokuluk de la región de Chui en Kirguistán. Forma parte del distrito de Tosh-Bulak ayil . 

## Población
De acuerdo con el censo de población efectuado en el año 2023, en el pueblo viven 2.112 personas..

## Personajes notables
Temir Argembaevich es un estadista y figura política de la República Kirguisa. Vicepresidente del Gobierno interino de Kirguistán, Ministro de Finanzas, Ministro de Economía, Presidente del partido político Ak-Shumkar. Vigésimo Primer Ministro de la República Kirguisa.

## Representaciones diplomáticas
Consulado General de España en Tösh-Bulak 